# Fröagöl (Ekeberga socken, Småland)
Fröagöl är en sjö i Lessebo kommun i Småland och ingår i Lyckebyåns huvudavrinningsområde.